# Putou (köpinghuvudort i Kina, Jiangsu Sheng, lat 32,38, long 119,83)
Putou (kinesiska: 浦头, 浦头镇) är en köpinghuvudort i Kina. Den ligger i provinsen Jiangsu, i den östra delen av landet, omkring 100 kilometer öster om provinshuvudstaden Nanjing. Antalet invånare är 42 321. Befolkningen består av 21 509 kvinnor och 20 812 män. Barn under 15 år utgör 12,0 %, vuxna 15-64 år 72 %, och äldre över 65 år 15,0 %.
Runt Putou är det tätbefolkat, med 913 invånare per kvadratkilometer. Närmaste större samhälle är Taizhou, 14,3 km nordost om Putou. Trakten runt Putou består till största delen av jordbruksmark.
Genomsnittlig årsnederbörd är 1 302 millimeter. Den regnigaste månaden är juli, med i genomsnitt 255 mm nederbörd, och den torraste är januari, med 30 mm nederbörd.